# Краузе, Антон
Антон Краузе (нем. Anton Krause; 9 ноября 1834, Гайтхайн — 31 января 1907, Дрезден) — немецкий дирижёр, пианист и композитор.
Учился в Дрездене у Фрица Шпиндлера и Фридриха Вика, затем в 1850—1853 гг. в Лейпцигской консерватории у Карла Райнеке. В 1855—1859 гг. дирижёр лейпцигского лидертафеля.
В 1859 году по предложению Райнеке сменил его во главе городского оркестра в городе Бармен (ныне в составе Вупперталя), где проработал до 1897 года. Заметной страницей в его карьере было творческое содружество с Максом Брухом, чью музыку часто исполняли руководимые Краузе оркестр и хор; особенно важной для композитора стала организованная Краузе премьера оратории «Одиссей» (1873), которой автор был приглашён продирижировать. За ней последовали другие хоровые сочинения Бруха, вплоть до оратории «Моисей» (1895), посвящённой Барменскому певческому обществу. К 25-летию работы Краузе в Бармене Брух сочинил поздравительный мотет «Верен будь до смерти» (нем. Sei getreu bis in den Tod). Краузе также пропагандировал в городе музыку Иоганна Себастьяна Баха.
Преподавал частным образом, среди его учеников Генрих Веркмайстер.
Антону Краузе принадлежат многочисленные фортепианные пьесы дидактического назначения, а также вокальные сочинения.